# 上白糖

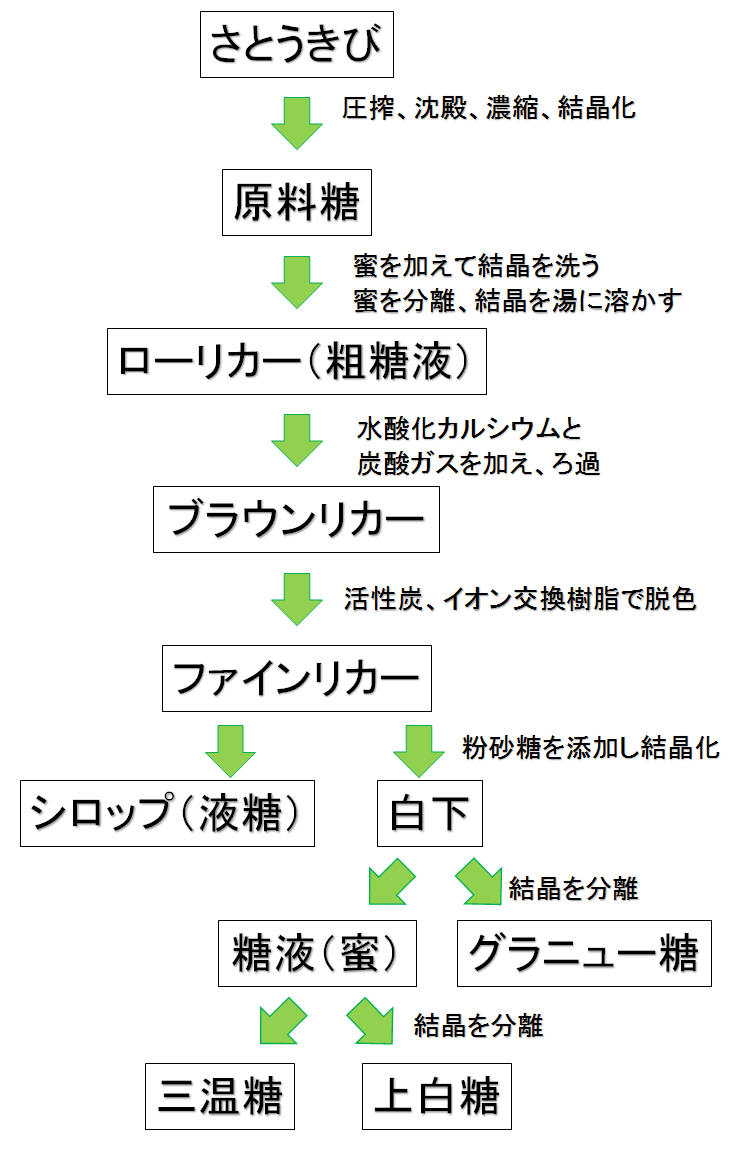
砂糖の製造工程

上白糖（じょうはくとう、英: white soft sugar）とは、ショ糖を主成分とし、水分と転化糖（ブドウ糖と果糖の混合物）をそれぞれ1%程度含んだ結晶状の白い甘味料である。日本においては、いわゆる普通の「砂糖」のことであり、日本で最も使用量が多い天然甘味料である。
上白糖は、ショ糖にビスコと呼ばれる転化糖液をふりかけて製造される。これによって表面に水分が保持され、しっとりとした感触をもつ。

## グラニュー糖との比較
上白糖には1.3%程度の転化糖が含まれているので、グラニュー糖に比べて甘みが強くコクがある。
転化糖が含まれるので、アミノ酸がある状態で加熱するときにはグラニュー糖と比較してメイラード反応が起きやすく、焦げ色が着きやすい。したがって、焼き菓子には上白糖ではなくグラニュー糖が推奨される。
世界的には「砂糖」と言えばグラニュー糖を指すのが普通であり、転化糖を加えた砂糖を一般的に利用しているのは、アジアの一部の地域に限定される。上白糖は、ほぼ日本だけで利用されていると考えてよい。

## その他
料理においては、甘味付けに使う他に、和食では煮物などで味を染み込ませる目的で利用される。